# Крива-Паланка (община)
Кри́ва-Па́ланка (макед. Општина Крива Паланка) — община в Северной Македонии. Расположена в северо-восточной части страны у границы с Сербией и Болгарией. Население составляет 20 820 человек (2002 год).
Административный центр — город Крива-Паланка.
Площадь территории общины 480,81 км².
Граничит с общинами Северной Македонии:
- на западе — с общиной Ранковце;
- на юго-западе — с общиной Кратово;
- на юге — с общиной Кочани;
- на юго-востоке — с общиной Македонска-Каменица.

На севере граничит с общинами Трговиште и Босилеград Пчиньского управленческого округа Сербии, а на востоке с общиной Кюстендил Кюстендилской области Болгарии.
В состав общины кроме города Крива-Паланка входят ещё 33 села: Бас, Баштево, Борово, Варовиште, Габар, Голема-Црцория, Градец, Длабочица, Добровница, Дренак, Дренье, Дурачка-Река, Жидилово, Киселица, Конопница, Костур, Кошари, Кркля, Крстов-Дол, Лозаново, Луке, Мала-Црцория, Мартиница, Метежево, Мождивняк, Нерав, Огут, Осиче, Подржи-Конь, Станци, Талминци, Трново и Узем.
Этническая структура населения в общине по переписи населения 2002 года:
- македонцы — 19 998 чел.;
- цыгане — 668 чел.;
- сербы — 103 чел.;
- арумыны — 3 чел.;
- боснийцы — 2 чел.;
- турки — 2 чел.;
- остальные — 44 чел.